# モコミ〜彼女ちょっとヘンだけど〜
『モコミ〜彼女ちょっとヘンだけど〜』（モコミ かのじょちょっとヘンだけど）は、2021年1月23日から4月3日までテレビ朝日の「土曜ナイトドラマ」枠で放送されていたテレビドラマ。主演は小芝風花。全10話。
関西テレビ制作・フジテレビ系で放送された草彅剛主演の『僕シリーズ』を筆頭に、数々のヒューマンドラマを手掛けてきた脚本家・橋部敦子が初めてテレビ朝日系で手掛けるドラマ。主演の小芝風花とは本作で初タッグを組む。第39回向田邦子賞受賞作。

## キャスト

### 主要人物
清水萌子美（しみず もこみ）〈21 → 22〉
演 - 小芝風花（7歳時：有香、12歳時：森山のえる）
本作の主人公。本来は感情を持つはずのない石や植物、ぬいぐるみなどの気持ちが読み取れるという繊細な感覚の持ち主。幼少期はその感覚からモノの代弁をすることで周囲から理解されず、変わった子供と思われ問題児扱いされていた。そのため、周囲の人にヘンなことを言ってしまっていないかと気にするあまりうまく言いたいことを伝えられなくなり、人とコミュニケーションを取ることに疲弊して小学5年の頃から不登校気味となってしまい、中学には一度も通わず通信制の高校を卒業している。世間からはひきこもりやニートとみなされているが、常に部屋にこもっているわけではなく、兄・俊祐に誘われて外出することもある。
2年前から母・千華子の勧めで工場で製品の不良品チェックのアルバイトをしてたが、母が自分の言うことを信じてくれず、世間から隠そうとする支配的なところに反抗し、自分の意思でバイトを辞め兄の生花店で働くことを決意する。
工場を辞めるまで同僚たちから避けられていると思い込んでいたが、萌子美が辞めると聞いた同僚たちから親しく話しかけられ、さらに送別会まで開いてもらったことで「世界がひっくり返ったかと思ったよ」と、興奮する胸のうちを家族に告げている。
「トミー」と呼ぶヘビのぬいぐるみが幼い頃からの友達、相棒で、萌子美は自室でうれしかった事や悩み事などがあると話しかけている。
俊祐の生花店で働き始めてからは花の気持ちが分かる能力を発揮させた独創的なフラワーアレンジメントが評判を呼び、涼音の提案で萌子美を主導として店をリニューアルするに至った。
反対に俊祐が作るようなオーソドックスなアレンジメントは苦手としていたが、古参の客からの注文が俊祐の家出中に殺到した際には彼が使用していたハサミの気持ちを読み取ることで切り抜ける。しかしこのアレンジメントを作って以降、体調不良でトミーを含む周りのモノの気持ちが一切読み取れなくなってしまう。
二十歳を過ぎてもぬいぐるみと一緒に寝ることを「普通」ではないと捉える感覚もあるが、自分にとってはモノの声が聞こえることが「普通」であり、モノの声が聞こえなくなった自分は自分ではないようだと佑矢に不安な気持ちを聞いてもらう。
父・伸寛が田舎暮らしをする物件を山梨に下見に行くのに同行し、現地の河原で遊んでいる間に連れてきたトミーが飼い犬に咥えられ持ち去られたため必死になって森の奥まで入り込み探すが見つけきれず、最後に森の大木にトミーのいる場所を尋ねたことで、モノの声が聞こえる力を取り戻す。
トミーを探すのを木に助けてもらった際、助けが必要な木があることを知り樹木医を志すようになり、樹木医になるためには業務経験が必要なため仙台の樹木医に師事して経験を積むのに実家を離れ一人暮らしをすることを決意する。
引っ越しの準備を進める中、トミーとのみ再び会話不能になってしまう。しかし観から「モコミが自分の行く道を見つけたことで、役目を終えたのでは」という助言を受け、トミーを手放すことを決心し、寄付用の段ボールに仕舞って別れを告げる。
引っ越しを決断してもなお自分を過保護に心配し続ける千華子に対して不安な表情を見せるも、最後には感謝の気持ちを伝え実家を旅立っていった。
樹木医の修業を始めた翌年、ある街の公園で樹木医の仕事のアシスタントをしていると偶然佑矢と再会し、近くの公民館で芝居をすると報告を受け、お互い頑張ろうと励まし合う。

### 清水家
清水千華子（しみず ちかこ）
演 - 富田靖子
萌子美の母。萌子美が普通の子と同じように生活できるようにあらゆる手を尽くすが問題を解決できていないため、娘の行末を心配している。自覚に欠けているが、他人に対し過干渉で支配的な性格。
これまで良かれと思い夫・伸寛に意見していたことが気に入らなかったと伸寛から不満をぶちまけられショックを受け、その後は自分のやることが気に入らないのだろうと食事を作ることを拒み、ゲームへ没頭。夕食の際、高校教員になるはずだったが父の不倫のせいで断念したなど家族に悪態をつくが、萌子美が中心となってリニューアルした清水生花店を密かに訪れる。その後、自分の独りよがりな考えで萌子美を家に引き込もらせ、娘の10年を奪い、つらい思いをさせてしまったと考えを改め、反省して涙ながらに謝罪する。しかし、父の観からその10年で萌子美は自分のことを沢山考え、花が好きになり、部屋を花で飾り豊かな生活をしており、決して無駄ではなかったと慰められる。
教え子と不倫をしていた観が母の久美子と田舎に移住する話を進めていたはずがないと不愉快に感じ否定していたが、観は過去に実際に移住の話を進めており、山梨の不動産業者とも顔見知りで観と久美子が下見した物件の話をしたため、母・久美子にも騙されていたかのような気持ちになり複雑な思いをする。
萌子美や俊祐から本当に教員になる気があったのか、人のせいにしているだけではないかと指摘されたことで、世間体を気にして教員を目指すと周囲に言い回り、実現しなかったことを父の浮気を言い訳にしていただけであったと認めるようになり、これまで人生を拗らせてしまったことを反省する。
父・観に対する怒りはなくなり、自動車の運転免許を取得すれば夫の伸寛の移住先に行くので一緒に暮らそうと観に山梨での同居を誘うが、観が若い女性と恋に落ちてしまったことから申し出を断られてしまう。
清水伸寛（しみず のぶひろ）
演 - 田辺誠一
萌子美の父。税理士。過干渉な妻・千華子の意見に反論できず気力を失っている。
千華子に黙って外に借りていた事務所を引き払い、在宅ワークで仕事をすることを決めるが、夕食時、千華子から理不尽なことで攻め立てられたため、堪忍袋の緒が切れて、結婚後、自分の意見が無視され千華子に上から目線で指図され続けたことが気に入らなかったと不満をぶちまけ、返す刀で義父の観が過去に元教え子と不倫をしていたことを萌子美たち家族全員がいる前で暴露する。
元々は思い付きで1人旅に出るなどふわふわとしたことがあり、それが本来の自分であると思っており、軽井沢や八ヶ岳のような田舎に移住し、税理士の仕事量を減らして野菜作りをしながらゆったりとした生活ができないかと考えており、義父の観といつまでもケンカする千華子にやりたいようにやればいいと吐き捨て、自分もやりたいようにやらせてもらうと一人でも移住すると山梨に物件の下見に行くことになり、義父・観の応援もあり結局は清水家全員で物件の下見に行くことになる。
宣言通り一人で山梨に移住したが、これまで人生を拗らせたことを反省した千華子が後を追ってきてくれたので、2人で田舎暮らしをすることになる。
清水俊祐（しみず しゅんすけ）
演 - 工藤阿須加（幼少期：榎本司）
萌子美の兄。父方の祖父・正行から受け継いだ清水生花店を経営している。
幼い頃からモノの代弁をして異性から苛められていた萌子美を守る妹思いなところがあり、岸田が萌子美に親しく話しかけている場面を目撃した際は、萌子美のことを思い「ナンパか?」「何喋った?」と取り乱し、彼と初めて喋ったと萌子美から聞かされると「誰だ?」と彼のことを警戒する。
近隣住民に親しまれ常連客も多く、友人から相談を持ち込まれることも多いが、自分勝手な家族や自分に意見してくる交際相手の涼音に対し鬱屈した思いを持ち、「いい人」という裏アカウントで不満をSNSにつぶやき鬱憤を晴らす心の闇を抱えている。
SNSの裏アカウントに気付いた萌子美から心配され大丈夫かと声をかけられるが、今まで自分が萌子美に対してかけていた言葉を逆にかけられると「それ、俺のセリフだから!」とこれまで家族に対して募らせていた鬱屈した気持ちをぶちまけ、隠していた心の闇を解き放つ。萌子美が成長して逆に心配され、アレンジメントが周囲からもてはやされた萌子美が店のリニューアルを任されたことから、自分の存在意義や居場所がなくなったと感じたことで家出をし社用車に車中泊していたが、自分の心に折り合いをつけ2日で家出を終わらせ「いい人」キャラを無理して演じず、嫌なものは嫌と口にするようになる。
萌子美が自分の剪定鋏を使いオーソドックスなアレンジメントを作ったことで萌子美がモノの声が聞こえるということを肯定するようになり、彼女がモノの声が聞こえなくなったと落ち込んだ際は、本音をぶちまけ酷いことを言ったために聞こえなくなったのではないかと責任を感じ、無理をしないように萌子美に生花店を休むように声をかける。
今まで受け継いだ生花店を潰してはいけないとやりたい事ができないのを店のせいにしてきたが、1度くらいやってみたい事に挑戦しようと役者になることを思い立ち生花店の経営を涼音に任せ、静岡に戻り劇団を立ち上げた佑矢を頼り役者修業を開始する。しかし程なく生花店に戻ってきて涼音と再び2人で生花店を切り盛りしている。
須田観（すだ かん）
演 - 橋爪功
萌子美の祖父。千華子の父。元高校教師で、現在はタクシーの運転手。
元教え子と不倫をしていたことから千華子と揉めて以来、長年音信不通で15年前に妻を亡くしてから一人暮らしを続けていたが、ある日、住んでいた借家でボヤ騒ぎを起こし、借家を追い出されてしまい、清水家に姿を現し同居することになる。母・千華子とは違い萌子美の言うことを疑わず、彼女が自分の意思で行動しようとすることを後押してくれることから、萌子美から慕われている。
千華子が伸寛から過干渉で支配的であると不満をぶちまけられると、反省して考えを改め自分の独りよがりな考えで萌子美の10年を奪ってしまったと娘に涙ながらに謝罪した際は、その10年は萌子美にとって決して無駄ではなかったと千華子を慰める。
家族への本音を吐露し家出した俊祐が戻った際には、「中途半端でもいいじゃないか」と優しく声をかけている。
「部屋に荷物を取りに行く」とうっかり口を滑らせてしまったため、ボヤ騒ぎで借家を追い出されたのは嘘であったことが発覚し、千華子から怒られる。後に1人暮らしのさみしさから清水家に現れたことが明らかとなる。
妻の久美子と田舎に移住する夢があったが彼女が早逝して頓挫し、もっと早く動いていればと短い間でも一緒に田舎暮らしができていたのではないかと悔いていたことから、伸寛が田舎に移住しようと考えている話を後押しする。
樹木医になることを志すようになった萌子美からトミーとだけ話ができなくなったことを相談されると、萌子美を導く自分の役目を終えたためかもしれないと告げ、萌子美もトミーから卒業する時が来たのだと悟らせる。
千華子から山梨に移住した伸寛のもとに行くので一緒に同居しようと誘われるが、若い女性と恋に落ちたことから、その申し出を断る。

### 清水生花店
俊祐が経営する生花店。
依田涼音（よりた すずね）
演 - 水沢エレナ
生花店の店員。俊祐と密かに交際している。
萌子美が花と話ができるという点には興味がないが、彼女がアレンジする花の世界には興味があり、萌子美にコーディネートを任せて店をリニューアルしてみてはどうかと提案する。
俊祐が家出して生花店を休んだ時は、車中で自分とケンカしたのが原因で家出したのではないかと本気で心配していた。
俊祐に「一緒に暮らしたい」とプロポーズをして彼からの返事を待っていたが、俊祐が役者になることを志し暫く待って欲しいと生花店の経営を頼まれたため、彼の願いを聞き入れ俊祐が戻ってくるまで生花店を守ることにしたが、程なく俊祐が戻って来たことから再び2人で生花店を切り盛りする。
桜井真由（さくらい まゆ）
演 - 内藤理沙
生花店の店員。シングルマザー。2人の子持ち。
萌子美が花と話ができることを受け入れ、涼音が提案した萌子美がコーディネートした店のリニューアルの提案に賛同する。
俊祐と涼音は交際を秘密にしているつもりであったが、二人が交際していることに気付いていた。
俊祐が役者修業から戻って来た頃には3人目の子供を妊娠してお腹も大きくなっており、お腹の中の子供に「ひかる」と名前を付け呼びかけている。

### その他
岸田佑矢（きしだ ゆうや）〈19〉
演 - 加藤清史郎
萌子美がはじめて恋をする青年。静岡県出身。
静岡の進学校に通っていたが大学には進学せず、両親からの応援もあり都内に拠点を移し役者を目指している。劇団に所属して芝居のレッスンやオーディションを受けつつフードデリバリーのバイトをしており、バイトの途中で落としてしまったワイヤレスイヤフォンの片割れを萌子美が拾い届けてくれたことで顔見知りとなり、お礼で昼食にビーフシチューをデリバリーする。公園のスイセンの花に話しかけていた萌子美を見かけて声をかけ、萌子美から花と話をしていたと説明されても否定することなく、ありのままに聞き入れる。
バイトで使う自転車に「グレッグ」と名前を付けたり、イヤフォンを片方なくしたとき、残ったイヤフォンが寂しがっていたと言うなど、萌子美の感性と似たようなところがあり、萌子美の相棒「トミー」のことを聞くとよろしく伝えるよう萌子美に託している。
俊祐に招待され清水家の家族と夕食を共にした際、俊祐から役者になることに難癖をつけるような質問をされるが、まだ19歳と若年ながらも役者になることに対する考えや心構えがしっかりした返答をして、俊祐以外の萌子美の家族から感心される。
萌子美がモノの声が聞こえなくなり落ち込んでいることに心から同情し、モノと話せない分、自分にいっぱい話しかければいいと励まし、静かさに馴染めない萌子美に付き合って彼女の部屋で夕食を共にする。
東京に来て所属した劇団では裏方で公演に出してもらえないことから、自分で劇団作ってボランティアで保育園などで芝居をできればと考え、実家の静岡に戻り劇団を立ち上げることを萌子美に告げる。
静岡に戻った翌年、ある街で樹木医として修業をしていた萌子美と再会し、近くの公民館で芝居をすると報告してお互い頑張ろうと励まし合い、仲間の劇団員の元へと戻って行った。

### ゲスト
第1話
大山菜々
演 - 落井実結子
7歳の頃の萌子美の友達。公園で遊んでいて自分のジェルが無くなっていることに気付き、友達に探してもらう。
小島里香
演 - 諏訪結衣
7歳の頃の萌子美の友達。手にしていたジェルが菜々のものであることを萌子美に指摘されるが否定する。
小島涼子
演 - 片岡明日香
里香の母。菜々のジェルを持っていると萌子美に指摘された娘から助けを求められる。
中井哲也
演 - 小倉久寛（第2話）
萌子美がバイトする工場のチーフ。萌子美がバイトを辞めると言った去り際に入れ歯の不具合を教えられ、図星だったため驚く。
下村純子
演 - 平栗あつみ（第2話）
萌子美がバイトする工場の同僚。見つけにくい不良品を見つける萌子美に感心する。
上田美穂
演 - 中川知香（第2話）
萌子美がバイトする工場の同僚。萌子美が見つけた不良品の不具合箇所を探し当てる。
藤澤春子
演 - 福井裕子（第7話）
清水生花店の常連客。開店準備に忙しい俊祐を捕まえ、おしゃべりに付き合わせる。
俊祐が「いい人」キャラをやめて家出し、生花店を休んでいた時に萌子美のアレンジメントを受け取るが、俊祐のオーソドックスなアレンジメントの方が好みだと注文を付けた。
第2話
並木まどか
演 - 中井千聖
萌子美がバイトする工場の新人バイト。直ぐに不良品を見つける萌子美は適当に仕事をしていると勘違いする。
清水正行
演 - 佐藤允徳（第5話）
萌子美の祖父。伸寛の父。不登校となり生花店に遊びに来ていた萌子美から枯れそうになっている花を託される。
第3話
石野伸司
演 - 庄野崎謙（第4話）
コハニエドーナツの店主。翌日新装開店する店に飾る花がどうしても欲しいと閉店後に萌子美がひとりだけの生花店を訪れ、萌子美が作ったアレンジメントを受け取り、翌朝アレンジメントの代金とともにドーナツを謝礼に持参し再び生花店に現れる。涼音たちの入れ替わりが激しい立地が悪い店舗という噂話に反しドーナツ店には長蛇の列ができており、萌子美が作ったアレンジメントが来店客たちから褒められていた。客からアレンジメントの評判が良かったため、後日生花店を訪れ、萌子美に今後も定期的にアレンジメントを納品するよう依頼する。
松野
演 - 新海ひろ子
生花店にアレンジメントを受け取りに来たが店内に見知った店員が不在で、萌子美を店員と気づかずに帰ってしまう。
第8話
白濱亜嵐
演 - 白濱亜嵐（本人役）
清水生花店へアレンジメントを注文し来店する。
第9話
須田久美子
演 -
観の亡くなった妻。千華子の母。住む場所も探し観と田舎に移住する夢があったが早逝して実現しなかった。
石上俊太郎
演 - 黒岩司
山梨の不動産業者。伸寛が移住する物件の下見に対応し、かつて観とも物件の下見で接客したことがあり、そのとき下見した物件もまだ残っていると観に教えたことで、その話を聞いた千華子が観と久美子が一緒に田舎に移住するはずなどないと思い込んでいた誤解を解く契機となる。
最終話
仙台の樹木医
演 - 東松史子
萌子美が樹木医になる実務経験をするために師事した女性の樹木医。
樹木医
演 - 増澤ノゾム
ある街で萌子美が仕事をアシストしていた男性の樹木医。

## スタッフ
- 脚本 - 橋部敦子
- 演出 - 竹園元（テレビ朝日）、常廣丈太（テレビ朝日）、鎌田敏明
- エグゼクティブプロデューサー - 内山聖子（テレビ朝日）
- プロデューサー - 竹園元（テレビ朝日）、中込卓也（テレビ朝日）、布施等（MMJ）
- 音楽プロデュース - S.E.N.S. Company
- 音楽 - 森英治
- 主題歌 - GENERATIONS from EXILE TRIBE「雨のち晴れ」（rhythm zone）[15]
- 挿入歌 - Ado「うっせぇわ」(第5・7話)
- 花屋監修 - 藤原佐知子
- 企画協力 - オスカープロモーション
- 制作 - テレビ朝日、メディアミックス・ジャパン（MMJ）

## 放送日程
| 各話   | 放送日          | ラテ欄                 | 演出     |
| ------ | --------------- | ---------------------- | -------- |
| 第1話  | 1月23日         | 私にしか聞こえない声   | 竹園元   |
| 第2話  | 1月30日         | 世界がひっくり返った日 | 竹園元   |
| 第3話  | 2月06日         | 本当に思っていること   | 常廣丈太 |
| 第4話  | 2月13日 2月20日 | 家族の秘密…父、怒る    | 常廣丈太 |
| 第5話  | 2月27日         | 開けゆく世界…母の涙!?  | 竹園元   |
| 第6話  | 3月06日         | お兄ちゃんが壊れる…    | 竹園元   |
| 第7話  | 3月13日         | 兄失踪…声が消える!?    | 鎌田敏明 |
| 第8話  | 3月20日         | 不思議なチカラの秘密   | 鎌田敏明 |
| 第9話  | 3月27日         | 最高で最後の家族旅行!? | 竹園元   |
| 最終話 | 4月03日         | 新しい世界へ!最終話    | 竹園元   |

- 2月13日の第4話は、放送中に発生した福島県沖地震に伴う報道特別番組に差し替えられ放送中断となり、翌週2月20日に改めて放送された[17][1][2]。

## 作品の評価

### 受賞
- 第39回向田邦子賞 - 橋部敦子[18][19]
  - 委員会は受賞理由を「物や植物と対話して、自分に正直に生きていく若い女性をためらいなく描いてさわやかな感動がある。周辺の人物もシンプルだが優しい目線で描かれ、作品に幅と統一感をもたらしている」と説明している[20]。